# Franz Josef Hermann Reuter
Franz Josef Hermann Reuter – auch Franz Joseph Reuter – (* 26. Januar 1799 in Damm bei Aschaffenburg; † 23. August 1873 in Würzburg) war ein deutscher Klassischer Philologe.
Reuter studierte an der Karls-Universität Aschaffenburg und unterrichtete ab 1824 als Gymnasiallehrer in Augsburg, seit 1827 mit dem Titel Gymnasialprofessor. 1834 wechselte er als Rektor an das Gymnasium zu Straubing, wo er neun Jahre lang unterrichtete. Nach Bildungsreisen in Preußen (1843) ging er 1844 als ordentlicher Professor der Philologie und klassischen Altertumskunde bis zum Wintersemester 1867/1868 an die Universität Würzburg (eingeführt am 31. Oktober). In Würzburg leitete Reuter das philologische Seminar und hielt Vorlesungen über lateinische Literaturgeschichte und griechische und römische Altertümer. In Anerkennung seiner Verdienste ernannte ihn das Königreich Bayern 1858 zum königlichen Rat erster Klasse und verlieh ihm den Orden vom Heiligen Michael. 1867 trat Reuter in den Ruhestand.

## Anmerkung
1. ↑  Spätere Darstellungen nennen als Todesjahr 1878, was aber durch den zeitgenössischen Nachruf zu korrigieren ist.

| Personendaten    | Personendaten                               |
| ---------------- | ------------------------------------------- |
| NAME             | Reuter, Franz Josef Hermann                 |
| ALTERNATIVNAMEN  | Reuter, Franz Joseph Hermann; Reuter, Franz |
| KURZBESCHREIBUNG | deutscher Klassischer Philologe             |
| GEBURTSDATUM     | 26. Januar 1799                             |
| GEBURTSORT       | Damm (Aschaffenburg)                        |
| STERBEDATUM      | 23. August 1873                             |
| STERBEORT        | Würzburg                                    |